# Scott Jones
Scott Jones (San Antonio, 22 september 1983) is een gewezen voetballer uit Puerto Rico, die onder meer speelde voor Puerto Rico Islanders.